# 堇舌紫菀
堇舌紫菀（学名：Aster ionoglossus）为菊科紫菀属的植物，为中国的特有植物。分布于中国大陆的西藏等地，生长于海拔3,310米的地区，多生于高山山坡阳坡，目前尚未由人工引种栽培。